# Guelph—Wellington
Pour les articles homonymes, voir Guelph (homonymie) et Wellington (homonymie).
Circonscription électorale fédérale du Canada
Guelph—Wellington est une circonscription électorale fédérale de l'Ontario, représentée de 1988 à 2003.
La circonscription de Guelph—Wellington est créée en 1987 avec des parties de Guelph et Wellington—Dufferin—Simcoe. Abolie en 2003, elle est redistribuée parmi Guelph et Wellington—Halton Hills.

## Géographie
En 1987, la circonscription de Guelph—Wellington comprenait:
- La cité de Guelph
- Le village d'Erin
- Les cantons d'Eramosa, Erin, Guelph, Pilkington et Puslinch

## Députés
| Législature                                                     | Années    | Député | Député             | Parti                     |
| --------------------------------------------------------------- | --------- | ------ | ------------------ | ------------------------- |
| Guelph—Wellington issue de Guelph et Wellington—Dufferin—Simcoe |           |        |                    |                           |
| 34e                                                             | 1988–1993 |        | Bill Winegard      | Progressiste-conservateur |
| 35e                                                             | 1993–1997 |        | Brenda Chamberlain | Libéral                   |
| 36e                                                             | 1997–2000 |        | Brenda Chamberlain | Libéral                   |
| 37e                                                             | 2000–2004 |        | Brenda Chamberlain | Libéral                   |
| Redistribuée parmi Guelph et Wellington—Halton Hills            |           |        |                    |                           |